# NSB Di 5
De Di 5, gebruikte locomotieven van de Duitse serie V 60 is een dieselhydraulische locomotief bestemd voor het goederenvervoer van Norges Statsbaner (NSB).

## Geschiedenis
Door gebrek aan kleine rangeerlocomotieven bij de Norges Statsbaner (NSB)
werd in 1985-1987 een serie van zeventien gebruikte locomotieven overgenomen van de Deutsche Bundesbahn (DB)

### Nummers
| Lijst van de Di 5 |                         |             |                                    |
| Nummers DB        | Gebouwd door            | Nummers NSB | Opmerking                          |
| 261 640-7         | MaK                     | Di 5.861    |                                    |
| 261 644-9         | MaK                     | Di 5.862    |                                    |
| 261 657-1         | MaK                     | Di 5.863    |                                    |
| 261 677-0         | MaK                     | Di 5.864    |                                    |
| 261 673-8         | MaK                     | Di 5.865    |                                    |
| 261 697-7         | MaK                     | Di 5.866    |                                    |
| 261 705-6         | MaK                     | Di 5.867    |                                    |
| 261 002-0         | Krauss-Maffei           | Di 5.868    | gebruikt als onderdelenleverancier |
| 261 004-6         | MaK                     | Di 5.869    |                                    |
| 261 700-9         | MaK                     | Di 5.870    |                                    |
| 260 121-9         | MaK                     | Di 5.871    |                                    |
| 260 168-0         | MaK                     | Di 5.872    |                                    |
| 260 230-8         | Henschel                | Di 5.873    |                                    |
| 260 305-8         | Klöckner-Humboldt-Deutz | Di 5.874    |                                    |
| 260 377-1         | Jung                    | Di 5.875    |                                    |
| 260 541-0         | MaK                     | Di 5.876    |                                    |
| 261 575-6         | Krupp                   | Di 5.877    |                                    |

## Constructie en techniek
De locomotief heeft een stalen frame. De tractie-installatie is uitgerust met een hydraulische versnellingsbak die door een blinde as (zonder wielen) met koppelstangen verbonden is met alle drie assen.

## Treindiensten
De treinen worden/werden voor de rangeerdienst en lichte goederentreinen door de Norges Statsbaner (NSB).